# Завордски манастир
Завордският манастир „Свето Преображение Господне“ или „Свети Никанор“ (на гръцки: Ιερά Μονή Οσίου Νικάνορος Ζάβορδας), наричан също само Завордас) е манастир в Гърция. Духовно спада към Гревенската епархия на Цариградската патриаршия, а териториално - към дем Дескати на област Западна Македония.

## География
Манастирът се намира в клисура от лявата (северна) страна на река Бистрица (Алиакмонас). Разположен е на около 45 km югоизточно от град Гревена и около 50 km южно от Кожани. Намира се на изток от най-близкото село Панагия (Тороник).

## История
Манастирът е създаден от йеромонах Никанор (1491 - 1549) през XVI век. Никанор възстановява църквата „Свети Георги“, която днес носи неговото име, и прекарва няколко години в аскетско уединение, след което около 1534 година близо до тогавашното село Заворда (Забърдо) основава манастира „Преображение на Христос Спасителя“.
Манастирът подобно на атонските е организиран около вътрешен двор, постлан със сиви речни камъни от Бистрица. Католиконът „Преображение Господне“ е изграден според надписа в 1534 година, а последните стенописи по него датират от XIX век. Представлява кръстокуполна църква във византийски стил. Стенописите, завършени в 1547 година, са приписвани на видния зограф Франкос Кателанос. Продълговатият нартекс е изписан от източната му страна от Георгиос Мануил от Селица в 1835 година със сцени от живота на Свети Никанор и светци, почитани в Охридската архиепископия. В 1869 година Мануил Георгиу от Селица изписва купола. От южната страна на католикона, в която по-рано е имало параклис на Свети Йоан, е гробът на основателя.
През XVII – XIX век манастирът процъфтява духовно и икономически и влияе значително върху културния и стопанския живот на целия регион. В 1873 година е построена камбанарията, според надписа на нея.
В края на XIX век статистиката на Васил Кънчов отбелязва, че в прилежащото село Забърдо, чието име носи манастирът, живеят 17 валахади (гръкоезични мюсюлмани).
През XX век Завордският манастир преживява упадък. В началото на XXI век се правят последователни усилия за духовното възраждане на манастира и за възстановяването на монашеския живот. В него свещенодейства монахът Тимотей. Особено тържествено се отбелязват последователните празници Преображение Господне (6 август) и денят на успението на Свети Никанор (7 август).
| Година    | 1913 | 1920 | 1928 | 1940 | 1951 | 1961 | 1971 | 1981 | 1991 | 2001 | 2011 | 2021 |
| --------- | ---- | ---- | ---- | ---- | ---- | ---- | ---- | ---- | ---- | ---- | ---- | ---- |
| Население | 18   | 51   |      | 28   | 23   | 19   | 41   | 7    | 3    | 3    | 2    | 15   |